# 真宗大谷派高山別院照蓮寺
真宗大谷派高山別院照蓮寺（しんしゅうおおたにはたかやまべついんしょうれんじ）は、岐阜県高山市鉄砲町にある真宗大谷派の寺院である。同派の別院。真宗本廟（東本願寺）を本山と仰ぐ。山号は、「光曜山」（こうようざん）。高山市における観光案内においては高山別院と記載されることが多い。
「高山別院照蓮寺」は、戦国時代、飛騨国白川郷中野の「照蓮寺」が、金森長近の命で移転した寺院である。
高山市には「照蓮寺」は2ヶ寺存在し、堀端町にある「照蓮寺」（「中野照蓮寺」）とは直線距離で約800m離れている。

## 沿革
1253年（建長5年）、親鸞の教えを受けた嘉念坊善俊（後鳥羽上皇の子、又は孫と伝えられる）が美濃国長滝から飛騨国白川郷鳩ヶ谷に入り、「正蓮寺」を建立する。「正蓮寺」を中心に飛騨国の浄土真宗は一大勢力となる。
戦国時代、正蓮寺の僧、教信は遷化し三島将監を名乗り、弟の明教（後の正蓮寺第九世）とともに勢力を拡大する。
このころ以降、加賀一向一揆などの北陸の一向一揆の際、兵の派遣や協力を行なっている。
やがて三島氏とこの地を治める帰雲城城主内ヶ島氏は勢力争いで対立する。
1488年（長享2年）、帰雲城城主内ヶ島為氏により「正蓮寺」は焼き討ちにあい、三島将監は戦死、明教はかろうじて逃げ延びる。
明教の子である正蓮寺第十世明心は、内ヶ島為氏と和睦し、1504年（永正元年）、飛騨国白川郷中野に寺院を復興し、「正蓮寺」から「光曜山照蓮寺」と改称する。
内ヶ島氏と手を結んだことにより「照蓮寺」の勢力は拡大し、三木氏の後に飛騨国を治めた飛騨高山藩初代藩主金森長近はそれを恐れ、1588年（天正16年）、高山城城下の現在地に「照蓮寺」を移転させる。移転後も建物は白川郷中野に残され、「照蓮寺」（「中野照蓮寺」）となる。
高山に移転した「照蓮寺」は、金森氏と手を結び、勢力を拡大していく。
1641年（寛永18年）、宣心（第3代藩主金森重頼の三男、金森従純）は、東本願寺十三代宣如の六女の佐奈姫を迎え入れ、本山との関係を濃くする。
1644年（正保元年）、宣心は照蓮寺第十五世を継ぐと、さらに金森氏と密接となる。一説によると権力欲にかられ贅沢な振る舞いをしたという。その結果、住民らは「照蓮寺」から心が離れていったという。
1692年（元禄5年）、第6代藩主金森頼旹が出羽国上山藩に転封され飛騨国は一国全て公儀御料(天領)となる。寺領は安堵されたが、後ろ楯を失った「照蓮寺」は一気に衰退する。さらに宣心の死後、照蓮寺と末寺に軋轢が生じたこともあり、衰退の一途をたどる。
1703年（元禄16年）、照蓮寺第十七世の一乗はこの事態を打開するため、「照蓮寺」を本山に献上し、本山の掛所「高山御坊」となる。
「照蓮寺」は、高山に移転以降、数回にわたり焼失と再建を繰り返す。
1955年（昭和30年）、放火により堂宇を焼失する。
1964年（昭和39年）、堂宇を再建する。

## 所在地
- 岐阜県高山市鉄砲町6番地
  - JR高山本線高山駅より徒歩20分

## 周辺
- 高山信用金庫本店
- 高山市図書館煥章館
- 桜山八幡宮
- 飛騨高山まちの博物館